# منير فاطمي
منير فاطمي هو فَنان مغربي وُلد في مدينة طنجة في عام 1970، وَيعيش وَيعمل حالياً في باريس، وَهو يعمل في إنتاج الفيديو والرسم والتركيب والتصوير والنحت.
إنتقل منير فاطمي في سن الرابعة  مع عائلته إلى الدار البيضاء. في السابعة عشرة، سافر إلى روما ليلتحق  بمدرسة النقش في أكاديمية الفنون الجميلة، ثم في مدرسة الفنون الجميلة في الدار البيضاء وأخيراً في أكاديمية ريجكس في أمستردام.
نال جائزة Uriöt ، أمستردام  في عام 2006 ، والجائزة الكبرى لبينالي داكار وجائزة كل سنتين في القاهرة في عام 2010.

## روابط خارجية
- الموقع الرسمي